# Теракты в Уагадугу
15—16 января 2016 года в столице Буркина-Фасо Уагадугу группой боевиков были совершены террористические акты в ресторане Cappuccino и отелях Splendid Hotel и Yibi Hotel. По крайней мере 28 человек из 18 стран погибли и 33 были ранены. Среди погибших 6 граждан Канады, 4 Украины, по два Швейцарии и Франции. В ходе операции по освобождению заложников из отеля Splendid Hotel убиты три террориста, освобождено 126 заложников. Ответственность за нападения взяла на себя террористическая группировка Аль-Каида в странах исламского Магриба. Та же группировка взяла на себя ответственность за совершённое 20 ноября 2015 года нападение на гостиницу Radisson Blu в столице Мали.